# Rafa Fonteriz
 (septembre 2018).
Si vous disposez d'ouvrages ou d'articles de référence ou si vous connaissez des sites web de qualité traitant du thème abordé ici, merci de compléter l'article en donnant les références utiles à sa vérifiabilité et en les liant à la section « Notes et références ».
Rafa Fonteriz est un dessinateur espagnol de bande dessinée né en 1961 à Valence.

## Biographie
Il a travaillé sur le marché espagnol (Iberia Inc. et Effecto Domino, entre autres).
Il aussi réalisé des histoires érotiques, certaines publiées aux États-Unis par Fantagraphics en 1993 dans XXX Women #1-3. 
Sur le marché américain, il a dessiné une histoire scénarisée par Barry Dutter dans Marvel Comics Presents #169 en 1994 et surtout une mini-série en 4 épisodes Nocturne (aucun lien avec la fille du personnage des X-Men Diablo (X-Men) du même nom) scénarisée par Dan Abnett en 1995.
Rafa Fonteriz a également dessiné, pour Dude Comics en Espagne, une partie du Carmilla de Roy Thomas (d'après Joseph Sheridan Le Fanu).
Son dernier projet en date est la série Avatar scénarisée par Juan Miguel Aguilera, trilogie dont les trois tomes, publiés originellement par SAF Comics ont été traduits et publiés en France par Erko. Elle leur a valu en 2004 le prix Ignotus de la meilleure bande dessinée, principale distinction espagnole pour la bande dessinée fantastique.